# Wegestock Pescher Feld 1

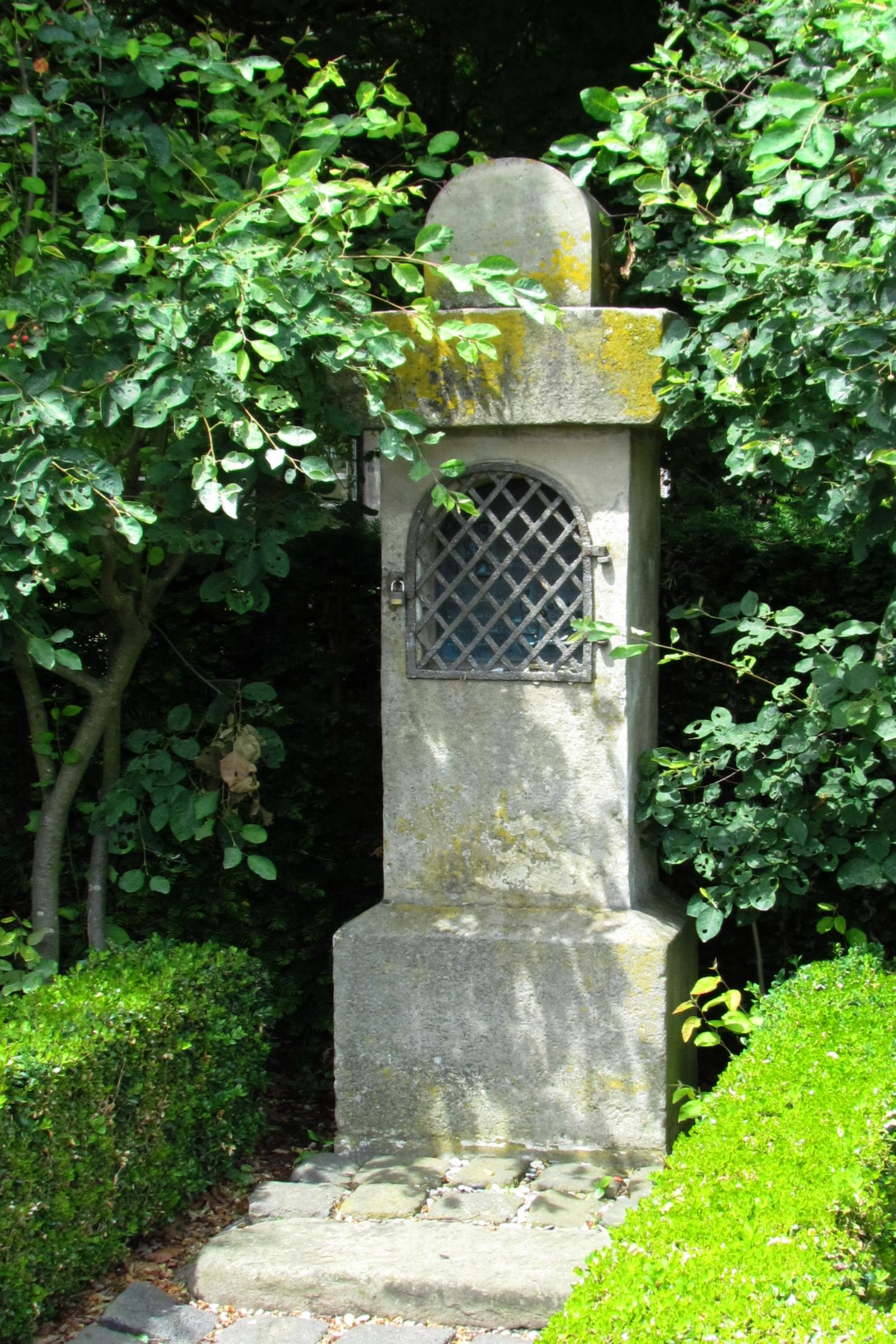
Wegestock

Der Wegestock Pescher Feld 1 steht im Stadtteil Pesch in Korschenbroich  im Rhein-Kreis Neuss in Nordrhein-Westfalen.
Das Flurkreuz ist unter Nr. 143 am 19. Juni 1987 in die Liste der Baudenkmäler in Korschenbroich eingetragen.

## Architektur
Bei dem Denkmal handelt es sich um ein einfaches Wegekreuz aus Liedberger Sandstein mit einer Rundbogennische in der Vorderseite. Das Wegekreuz besitzt keinerlei Inschriften oder Verzierungen, ein ehemals vorhandenes Gitter vor der Nische ist heute nicht mehr vorhanden, das Oberteil des Kreuzes ist nicht mehr erhalten. Der künstlerische und volkskundliche Wert sowie die Bedeutung für die Geschichte des Menschen lassen eine Erhaltung als Denkmal notwendig werden.